# 322 км (зупинний пункт)
322 кіломе́тр — пасажирська зупинна залізнична платформа Криворізької дирекції Придніпровської залізниці на лінії Нижньодніпровськ-Вузол — Апостолове.
Розташована між селами Сорочине, Приют та Звізда Нікопольського району Дніпропетровської області між станціями Лошкарівка (13 км) та Павлопілля (5 км). Судячи із фотографічних та супутникових даних висадка та посадка пасажирів відбувається прямо на залізничному переїзді, оскільки платформи поруч немає.
По платформі щоденно проходить пара дизель-потягів у напрямку Дніпра-Лоцманської та пара в напрямку Апостолового.